# Esamirim carinatus
Esamirim carinatus är en skalbaggsart som beskrevs av Martins och Maria Helena M. Galileo 2004. Esamirim carinatus ingår i släktet Esamirim och familjen långhorningar.
Artens utbredningsområde är Costa Rica. Inga underarter finns listade i Catalogue of Life.